# 52703 Bernardleblanc
52703 Bernardleblanc este o planetă minoră (asteroid), cu un diametru de 6,331 km, din centura de asteroizi. A fost descoperită pe 26 martie 1998 la Caussols de OCA-DLR Asteroid Survey⁠(d). 
Obiectul prezintă o orbită caracterizată de o semiaxă mare de 3,0907523526926 UAi, o excentricitate de 0,12953853256582, o înclinație de 0,92585759750276 ° în raport cu ecliptica.